# Templo de Sukuh
O Templo de Sukuh (em indonésio: Candi Sukuh) é um candi ( templo hindu) situado na encosta noroeste do monte Lawu, na província de Java Central, junto à fronteira com a província de Java Oriental, Indonésia. O templo distingue-se da generalidade dos candis javaneses devido aos baixos-relevos temáticos sobre a vida antes do nascimento e sexo.
O seu principal edifício é uma pirâmide com relevos e estátuas em frente a ele, que incluem três tartarugas com carapaças achatadas e uma figura masculina agarrado ao seu pénis.[carece de fontes?] Havia também um grande lingam (falo) com quatro testículos representados como incisões, que atualmente se encontra no Museu Nacional da Indonésia, em Jacarta.

## Contexto
O Candi Sukuh é um dos vários templos construídos na encosta noroeste do monte Lawu no século XV. Nessa época, a religião e arte javanesa tinha divergido dos preceitos indianos que tinham tido grande influência no estilo dos templos dos séculos VIII a X. A área do monte Lawu foi a última das mais significativas da construção de templos em Java, antes das dinastias reinantes da ilha se converterem ao islão no século XVI. É difícil para os historiadores interpretarem o significado destes monumentos devido às suas carterísticas peculiares e a falta de registos das cerimónias e crenças javanesas da época.
Pensa-se que o fundador de Candi Sukuh acreditava que a encosta do monte Lawu era um lcoal sagrado para o culto dos antepassados, espíritos da natureza e da fertilidade. O templo foi construído por volta de 1437, segundo o que está escrito num cronograma do portão ocidental, o que significa que a área estava sob o domínio do Império de Majapait, então na sua fase final. Alguns arqueólogos acreditam que o fundador de Sukuh tenha contribuído para a queda de Majapait, baseando-se nos relevos que representam uma contenda entre duas casas aristocráticas, simbolizando conflitos internos no império.
Em 1815, Thomas Stamford Raffles, o governador britânico de Java entre 1811 e 1816, visitou o templo e encontrou-o em más condições. Ele relata que muitas estátuas tinham sido atiradas para o chão e muitas das figuras tinham sido decapitadas. Raffles também viu o grande lingam partido em duas partes, as quais foram depois coladas. O vandalismo sobre peças da cultura tradicional, especialmente naquelas com motivos eróticos, é provavelmente um efeito da invasão islâmica de Java ocorrida no século XVI, um padrão recorrente em todas as outras invasões islâmicas e nas invasões monoteístas em geral.[carece de fontes?]

## Arquitetura

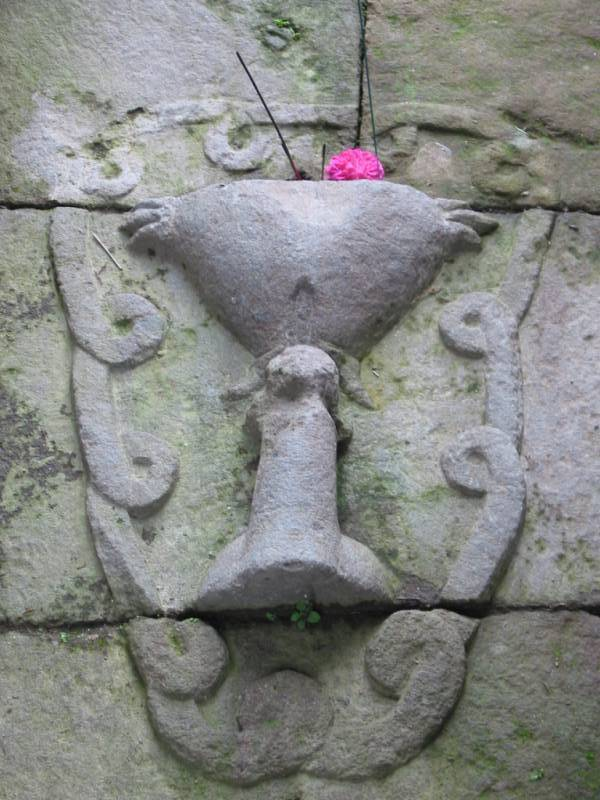
Relevo de um par lingam-yoni no templo de Sukuh

A pirâmide central do complexo situa-se na parte traseira do mais alto dos três terraços. Originalmente, os fiéis deviam aceder ao complexo através de um portão do terraço ocidental, o mais baixo. À esquerda desse portão há um relevo de um monstro a comer um homem, aves numa árvore e um cão, que se pensa ser um cronograma que representa 1437, a data provável de consagração do templo. No chão da entrada há um relevo com uma representação óbvia de uma relação sexual, onde se pode ver um lingam (símbolo fálico) e uma yoni (símbolo da vagina). Várias estátuas têm as genitálias representadas, o que é único nos monumentos javaneses clássicos.[carece de fontes?]
A estrutura principal do templo de Sukuh não se assemelha a qualquer outro edifício antigo javanês. É uma pirâmide truncada, que faz lembrar um monumento maia, rodeada por monólitos e com relevos meticulosamente esculpidos com figuras de tamanho natural. O templo não segue os preceitos do Vastu shastra da arquitetura tradicional hindu devido a ter sido construído numa época em que o hinduísmo já tinha declinado em Java. Os templos hindus normalmente têm forma quadrada ou retangular, mas o de Sukuh é um trapézio com três terraços, cada um deles mais alto do que os outros.
Na parte frontal da pirâmide uma escadaria em pedra sobe até ao cimo. Não se sabe o que a forma única do monumento pretendia simbolizar. Uma das hipóteses sugeridas é que representa uma montanha. Não há evidências de que o edifício principal, em pedra, suportasse algum tipo de estrutura em madeira. O único objeto recuperado do cimo foi um lingam com 1,83 metros de altura que que atualmente se encontra no Museu Nacional da Indonésia, em Jacarta. Esse lingam tem uma inscrição esculpida de cima para baixo, representando uma veia e é seguida de um cronograma representando o ano 1440. Na inscrição lê-se «Consagração do sudhi do Ganges Sagrado ... o sinal da  masculinidade é a essência do mundo.» O lingam tem também decorações esculpidas: uma lâmina de kris (adaga tradicional), um sol com oito pontas e uma Lua crescente.

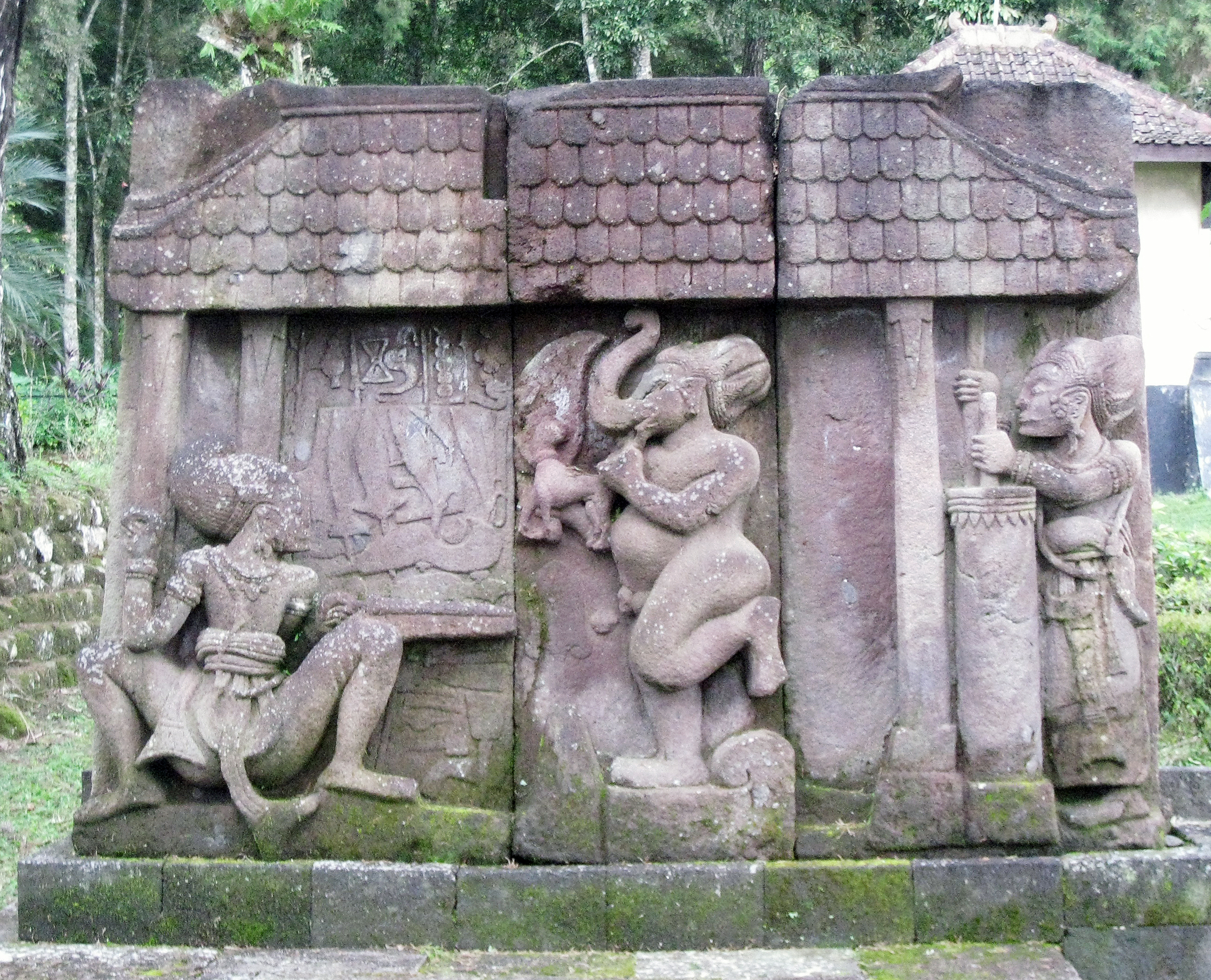
Relevo de dois ferreiros numa forja com um Ganexa a dançar

A parede do monumento principal tem um relevo retratando dois homens fabricando uma arma numa forja onde há uma figura de Ganexa a dançar. O deus hindu Ganexa, com corpo humano e cabeça de elefante, é uma importante divindade tântrica e na mitologia hindu-javanesa os ferreiros não só possuem o conhecimento de modificar metais mas também o da chave para a transcendência espiritual. Os ferreiros retiravam os seus poderes para forjar os kris ao deus do fogo e a forja era considerada um santuário. As dinastias reais javanesas hindus eram por vezes legitimadas pela posse de um kris.
A cabeça de elefante com uma coroa do relevo da forja representa Ganexa, o deus que remove obstáculos. Todavia, essa figura difere em pequenos detalhes das representações usuais do deus-elefante. Em vez de estar sentado, o Ganexa de Sukuh está a dançar e tem algumas caraterísticas distintivas, como o pénis à mostra, fisiognomia demoníaca, um colar de ossos ao pescoço e segura um pequeno animal, provavelmente um cão. A figura tem similaridades com o ritual tântrico Vajrayana descrito na história do Tibete escrita pelo Lama Jetsun Taranatha (1575–1634). Esse ritual está associado a várias figuras, uma delas descrita como o "rei dos cães" (em sânscrito:  Kukuraja), que ensinava os seus discípulos durante o dia e à noite praticava Ganacakra (danças ou festins rituais) num cemitério ou dur khrod (local onde cadáveres são deixados para se decomporem ou serem devorados por aves).[carece de fontes?]
Outras estátuas do Candi Sukuh incluem uma figura masculina em tamanho natural segurando o seu pénis numa mão e três tartarugas com carapaças achatadas. Duas delas, de grandes dimensões, guardam a entrada da pirâmide e uma terceira encontra-se a alguma distância, em frente do monumento Todas as suas cabeças apontam para ocidente e as suas carapaças achatadas podem ter sido usadas como altares para rituais de purificação e culto dos antepassados. Na mitologia hindu, a tartaruga simboliza a base ou suporte do mundo e Kurma, um avatar de Vixnu.[carece de fontes?]